# Kleinbrach
Kleinbrach (vmtl. von kleine Brache) ist ein Gemeindeteil der Großen Kreisstadt Bad Kissingen im unterfränkischen Landkreis Bad Kissingen in Bayern.

## Geographische Lage
Das Kirchdorf liegt nördlich von Bad Kissingen an einer Schleife der Fränkischen Saale in Nachbarschaft zum Bad Kissinger Ortsteil Hausen. Die Durchfahrtsstraße von Kleinbrach führt nach dem Ortsausgang u. a. nach Bad Bocklet und Steinach. Durch Kleinbrach verläuft der Fränkische Marienweg.

## Geschichte

### Anfänge
Die früheste Erwähnung Kleinbrachs als Brachau ubi sal coquitur (Brachau, wo Salz gekocht wird) stammt aus dem Jahr 953 und ist gleichzeitig der älteste Beleg für die Nutzung von Salzquellen zwischen Hausen und Großenbrach. Möglicherweise stand Kleinbrach aber bereits in Bezug zum Klösterchen zu Brach, dem St.-Dionysius-Klösterchen, in dem das Kloster Fulda am 14. April 823 von einem Wigbraht dessen Salzquellen übereignet bekam.
In der Anfangszeit bildete Kleinbrach mit dem benachbarten Großenbrach eine Gemeinde, die zum Amt Aschach gehörte.

### Neuzeit
Im Jahr 1764 entstand unter Fürstbischof Adam Friedrich von Seinsheim in Kleinbrach ein Kanal, der an der Saale begann und der das Wasserrad des Hausener Schönbornsprudels mit Wasser versorgen sollte. Da der Kanal in der Saale-Schleife um einen Höhenzug führte, versuchte man im Jahr 1846, ihn durch einen Tunnel im Höhenzug um 1,5 Kilometer abzukürzen; das Vorhaben scheiterte jedoch an Finanzierungsproblemen.

### Bayerisches Königreich

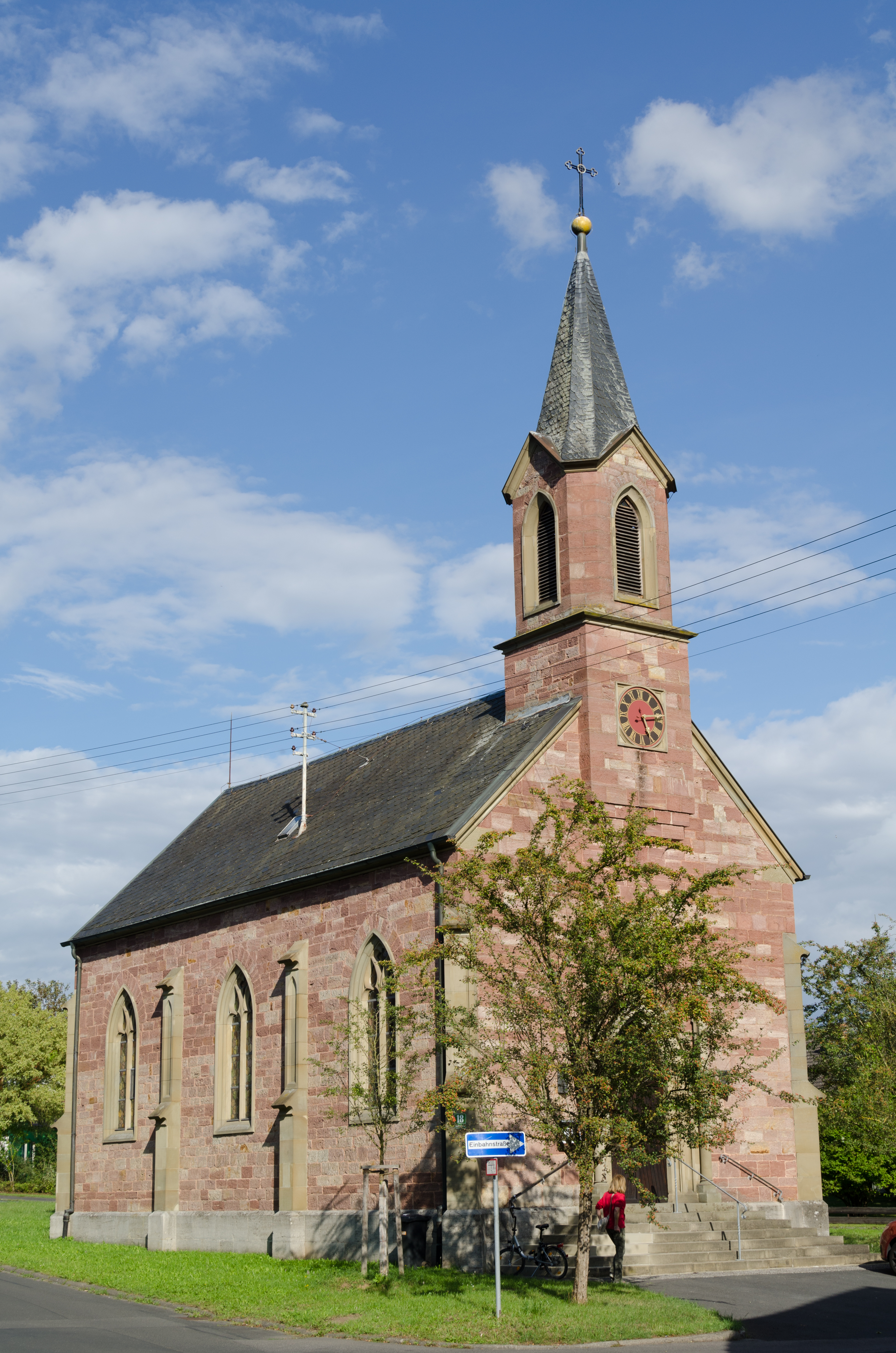
Die St.-Joachim-und-Anna-Kirche

Lange Zeit wurde eigens ein Lehrer nach Kleinbrach geschickt beziehungsweise wurden die Kleinbracher Schüler – wenn kein Lehrer verfügbar war – erst in der Saline-Schule in der Oberen Saline, einer Schule für die Kinder der Arbeiter der Hausener Saline, unterrichtet. Im Jahr 1833 plante man den Bau einer eigenen Kleinbracher Schule, der jedoch am 6. April 1834 von den 23 stimmberechtigten Kleinbracher Bürgern wegen der zu erwartenden Gemeindeumlage von 250 Gulden zunächst abgelehnt wurde. Ein Finanzierungsvorschlag der Gemeinde ermöglichte dann aber den Schulbau, der im Jahr 1835 vollendet wurde.
Am 18. Mai 1853 beschlossen die Kleinbracher Bürger den Bau eines eigenen Friedhofs. Bis dahin waren die Kleinbracher Verstorbenen bis dahin im benachbarten Hausen beerdigt worden, die finanzielle Beteiligung stand inzwischen jedoch in keinem Verhältnis mehr zur Kleinbracher Bevölkerungsentwicklung. Die Fläche für den geplanten Friedhof wurde vom Kleinbracher Bürger Valentin Hahn gestiftet. In den Jahren 1936 und 1980 wurde der Friedhof erweitert, von 1970 bis 1972 entstand das Leichenhaus.
Als nach Verlegung der Kleinbracher Durchfahrtsstraße die frühere Kirche des Ortes abgerissen werden musste, entstand in den Jahren 1882 bis 1883 die heutige Kleinbracher St.-Joachim-und-Anna-Kirche nach Plänen des Kreisbaumeisters von Morandell, einem Hochaltar von Valentin Weidner und Malereien von Jakob Bissinger.
Zeitgleich mit der Einrichtung der Hausener Wasenmeisterei zum Entfernen und Vergraben der Kadaver verendeter Tiere plante man auch in Kleinbrach eine solche Einrichtung. Die zwei ursprünglich vorgesehenen Standorte, zu denen der spätere Standort der im Entstehen begriffenen Hausener Wasenmeisterei gehörte, wurden von der Gemeinde Kleinbrach, unter anderem wegen der zu dichten Nähe zum Ort als ungeeignet abgelehnt. Daraufhin bot der Hausener Wasenmeister Christian Kretzler ein Grundstück zur Errichtung der Kleinbracher Wasenmeisterei an, das er kurz zuvor von einem Müller käuflich erworben hatte. Diese Idee wurde von der Gemeinde Hausen verworfen, weil, so die Begründung, eine Wasenmeisterei auf diesem Grundstück den Bach verschmutzen würde, dessen Wasser von den Hausener Bürgern genutzt wurde; ferner könnten die Tierkadaver nicht tief genug vergraben werden (beide Begründungen standen jedoch im Widerspruch zu einem Gutachten von Amtsarzt Dr. Erhard vom 28. Juli 1859).
Nach dem Ortschaften-Verzeichnis des Königreichs Bayern von 1904 war Kleinbrach zu dieser Zeit eine Landgemeinde mit 242,78 ha Fläche und 146 Einwohnern und bestand aus dem Kirchdorf Kleinbrach und der Einöde Wehrhaus.

### Nationalsozialismus und Zweiter Weltkrieg
Am 27. April 1933 wurde auf Grund eines Gemeinderatsbeschlusses der Platz am Schulhaus in Adolf-Hitler-Platz umbenannt; bereits wenig später wurde dieser Beschluss wieder rückgängig gemacht. Das Bezirksamt ersetzte den amtierenden Bürgermeister Stefan Stürzenberger durch Richard Schlereth; Stürzenberger protestierte vergeblich gegen seine Absetzung.
Im Jahr 1935 wurde Kleinbrach zusätzlich zur normalen Wasserversorgung an die Fernwasserversorgung der Rhön-Maintal-Gruppe angeschlossen. Anscheinend bestand bereits vorher eine funktionierende Wasserversorgung, da diesbezüglich in der Geschichte des Ortes keine Probleme aktenkundig sind. Um eine eventuelle Zerstörung der Fernwasserrohre im Kriegsfall zu vermeiden, wurde der ursprüngliche Plan, die Rohre unter den Saalebrücken zu verlegen, fallengelassen; stattdessen wurden in der Saale Düker verlegt.
Zu Beginn des Zweiten Weltkrieges wurden auf Grundlage des Kleinbracher Vorganges „Unterbringung der Grenzbevölkerung 3. September 1939“ 30 Personen aus der saarländischen Gemeinde Hassel (Landkreis Sankt Ingbert) in Kleinbrach untergebracht; wann sie wieder in ihre Heimat zurückkehrten, ist unbekannt.
1939 wurde der Unterricht in der Kleinbracher Schule wegen zu geringer Schülerzahlen eingestellt, nach Ende des Zweiten Weltkrieges jedoch wieder aufgenommen und bis zum Schuljahr 1966/1967 fortgeführt. 1988 wurde das Schulhaus an einen Nachbarn verkauft, der das Gebäude in ein Wohnhaus umbaute.

### Kleinbrach nach 1945
Nach Ende des Zweiten Weltkrieges musste Kleinbrach auf unbestimmte Zeit 51 Heimatvertriebene und Evakuierte aufnehmen; laut einem Kommissionsbericht wäre noch Platz für weitere sechs Personen gewesen. Der Plan von Bürgermeister Walter Dürrstein, in diesem Zusammenhang das Gemeindehaus zu erweitern, stieß auf den vehementen Widerstand der Bevölkerung.
Vor dem Bau einer Kläranlage in Kleinbrach wurde das Abwasser auf die Äcker und in die Saale geleitet. Die Ausweisung neuer Bauplätze in den 1960er Jahren machte jedoch eine angemessene Abwasserentsorgung notwendig. Eine erste Gesamtplanung lag dem Gemeinderat im März 1969 vor. Erst im Laufe des Jahres 1971 wurde der Stand die Planung fest; das Jahresende 1972 war für den Abschluss der Bauarbeiten vorgesehen.
Beschleunigt wurde das Vorhaben durch die Eingemeindung Kleinbrachs nach Bad Kissingen mit der Gebietsreform in Bayern am 1. Juli 1972. Dem war am 7. Dezember 1971 ein Beschluss der Gemeinde Kleinbrach mit einem Ergebnis von 5:0 Stimmen zugunsten der Eingemeindung vorausgegangen. Laut dem damaligen Kleinbracher Gemeinderatsmitglied Konrad Käß drängte die Bayerische Staatsregierung auf eine rasche Entscheidung für eine freiwillige Eingemeindung und stellte für diesen Fall Schlüsselzuweisungen in Höhe von etwa 225.000 DM in Aussicht. Unter den Kleinbracher Bürgern stieß die Eingemeindung auf Zustimmung. Für den Ort brachte sie Verbesserungen u. a. in Form eines Radweges zum Stadtteil Hausen und der Renovierung der Kleinbracher Kirche St. Joachim und Anna.
Auch ermöglichte die Eingemeindung ein Darlehen zur Finanzierung einer vollbiologischen Kläranlage in Kleinbrach. Die Poppenhausener Firma Distler zeichnete ab 1974 für den Bau der Kanäle, die Bad Kissinger Firma Otto Halbig im Jahr 1976 für den Bau der Kläranlage verantwortlich, die 1977 den Betrieb aufnahm. Insgesamt kostete die Einrichtung der Abwasserentsorgung in Kleinbrach 73.000 DM. In den Jahren 2010 bis 2011 erfolgte eine Sanierung der Kläranlage; die Kosten hierfür lagen etwa bei 250.000 Euro.
Im Rahmen des Flurbereinigungsverfahrens für die Gemarkung Hausen vom 21. Juni 1971 wurde die Flurbereinigung auch in Kleinbrach durchgeführt. Der bei einer Teilnehmerversammlung am 29. Juli 1971 gewählte Vorstand der Teilnehmergemeinschaft leitete bei der ersten Vorstandssitzung am 30. September 1971 die Flurbereinigung in die Wege. Von 1973 bis 1974 fand bei mehreren Begehungen eine Neubewertung der betroffenen Bodenfläche statt. In diesem Zusammenhang auftretende Bedenken seitens der Grundflächenbesitzer konnten ausgeräumt werden, so dass die Planfeststellung für die Flurbereinigung am 7. April 1975 erfolgen konnte. Die Besitzeinweisung der neu vermessenen Grundstücksflächen fand am 15. Dezember 1979 statt. Die Gültigkeit der Flurbereinigung in Kleinbrach wurde am 9. März 1987 festgestellt. Durch die Flurbereinigung wurden beispielsweise der Bau eines Verbindungsweges nach Hausen zur Klosterbrücke und eines Trainingsplatzes beim Sportplatz ermöglicht.
Von 1985 bis 1986 fand auf Kleinbracher Gebiet eine Bohrung zur Erschließung des nahe gelegenen Großenbracher Luitpoldsprudel statt. Diese waren nötig geworden, da der Großenbracher Luitpoldsprudel von Überschwemmungen durch die Fränkische Saale bedroht war.

## Personen

### Bürgermeister
| Name                             | Amtszeit                       |
| -------------------------------- | ------------------------------ |
| Jörg Metz                        | erste bekannte Erwähnung: 1705 |
| Johann Valtin Meder              | erste bekannte Erwähnung: 1756 |
| Michel Schlereth                 | erste bekannte Erwähnung: 1797 |
| Georg Weidmann                   | erste bekannte Erwähnung: 1821 |
| Valtin Hahn                      | erste bekannte Erwähnung: 1828 |
| Johann Mahlmeister               | erste bekannte Erwähnung: 1841 |
| Johann Morper [Vorname unsicher] | 1858–1863                      |
| Cyriak Brust                     | 1863–1869                      |
| Hofmann [Vorname unbekannt]      | 1870–1876                      |
| Reuß [Vorname unbekannt]         | 1876–1888                      |
| Johann Morper                    | 1888–1894                      |
| Anton Büttner                    | 1900–1905                      |
| Karl Hahn                        | 1906–1924                      |
| Stefan Stürzenberger             | 1925–1933                      |
| Richard Schlereth                | 1933–1944                      |
| Walter Dürrstein                 | 1944–1945                      |
| Richard Hahn                     | 1945–1964                      |
| Emil Hammerle                    | 1964–1972                      |

### Persönlichkeiten, die vor Ort gewirkt haben
- Georg Hirschbrich (* 16. September 1939 in Guhrau, Niederschlesien; † 23. Januar 2012 in Würzburg), von 1974 bis 2009 Pfarrer von Hausen und Kleinbrach

### Ehrenbürger
- Stefan Stürzenberger; Bürgermeister von 1925 bis 1933. Ernennung: 1970

## Bauwerke

### St.-Dionysos-Klösterchen

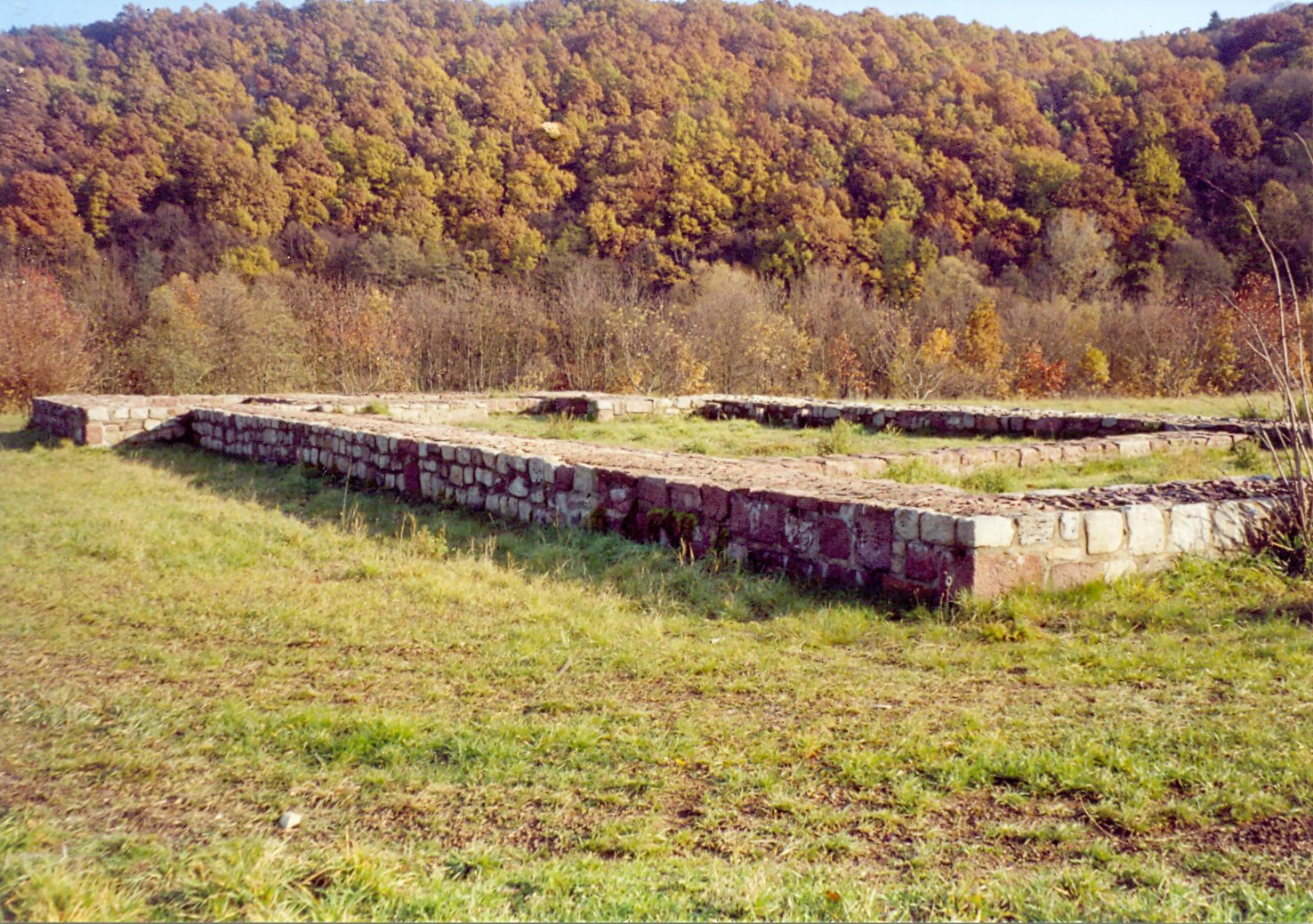
St.Dionysius, Blick nach Südost

Am Standort der Kirchenwüstung St. Dionysius in einer Schleife der Fränkischen Saale bei Kleinbrach befand sich möglicherweise das Kloster Brachau und die für das 14. Jahrhundert belegte und Anfang des 16. Jahrhunderts zerfallene Klosterzelle St. Dionysius. Die letzte datierte Nachricht über die Existenz der Kirche stammt aus dem Jahre 1503. Anno 1556 berichtet man von einem „Instrumentum über den Ablass St. Dionysii – Bruder zu St. Dionysien“. Für das Jahr 1845 ist an dieser Stelle eine Ruine mit Spuren einer Kapelle bezeugt.
Im November 1936 fanden zwei Kleinbracher Bürger bei privaten Ausgrabungen ein Skelett und nahmen den Schädel mit. Auf Empfehlung von Max H. von Freeden, dem zuständigen Sachbearbeiter des Bayerischen Landesamtes für Denkmalpflege, erfolgte im Januar 1937 auf dem Bad Kissinger Kapellenfriedhof die Bestattung des Schädels.
Bei archäologischen Ausgrabungen durch das Bayerische Landesamt für Denkmalpflege von 1989 bis 1991 konnten die Existenz eines größeren Friedhofes nachgewiesen und die Pfostenstellungen iner einfachen hölzernen Saalkirche freigelegt werden. Der rekonstruierte Grundriss ist für die Öffentlichkeit zugänglich.

### Wehranlage
Eine erste Wehranlage von Kleinbrach entstand im Jahr 1764 unter Fürstbischof Adam Friedrich von Seinsheim zur Versorgung des Hausener Schönbornsprudels mit Wasser. Die heutige Wehranlage stammt von 1908 und befindet sich an der Stelle des alten Wehrs aus dem 18. Jahrhundert. Von der ursprünglichen Anlage sind das um 1770 entstandene Wehrhaus und das Nebenhaus erhalten geblieben.

### Echo
Das Kleinbracher Echo entstand, als im Jahr 1846 der von der Kleinbracher Wehranlage zum Hausener Schönbornsprudel führende Kanal durch einen Tunneldurchstich um 1,5 Kilometer verkürzt werden sollte. Das Projekt scheiterte jedoch, vermutlich aus finanziellen Gründen. Der begonnene Tunneldurchstich ist erhalten geblieben und bekam wegen seiner Schallwirkung den Namen Echo.

### Kirche St. Joachim und Anna
Nach Abriss der früheren Kleinbracher Kirche entstand von 1882 bis 1883 die heutige St. Joachim und Anna-Kirche nach Plänen des Kreisbaumeisters von Morandell mit einem von Valentin Weidner gestalteten Altar und Malereien von Jakob Bissinger. Die Eingemeindung nach Bad Kissingen im Jahr 1972 ermöglichte von 1981 bis 1984 eine umfassende Renovierung der Kirche. Im Jahre 2021 wurde durch eine Spendenaktion eine neue Sakralorgel mit externer Abstrahlungsanlage erworben. Hierbei handelt es sich um eine Gloria Optimus 2.31 aus dem Hause Kisselbach.

### Luitpoldsprudel neu
Weil der im Nachbarort Großenbrach (Gemeindeteil von Bad Bocklet) gelegene Luitpoldsprudel von Überschwemmung bedroht war, fand Mitte der 1980er Jahre auf der Gemarkung von Kleinbrach eine Neubohrung statt. Der in Kleinbrach gebohrte Brunnen bekam den Namen Luitpoldsprudel neu, während der Großenbracher Sprudel nun Luitpoldsprudel alt genannt wurde. Trotz der geographischen Nähe fördern beide Sprudel unterschiedliches Wasser.